# سيد علي يحيى شريف
 سيد علي يحيى شريف  (1985 الجزائر) هو لاعب كرة قدم جزائري.

## روابط خارجية
- سيد علي يحيى شريف على موقع رابطة كرة القدم الفرنسية للمحترفين (الإنجليزية)
- سيد علي يحيى شريف على موقع قاعدة بيانات كرة القدم.إي يو (الإنجليزية)